# Notodonta siberica
Notodonta siberica är en fjärilsart som beskrevs av Alexander Schintlmeister. Notodonta siberica ingår i släktet Notodonta och familjen tandspinnare. Inga underarter finns listade i Catalogue of Life.